# ألكسندر هيرد
ألكسندر هيرد هو متزلج سريع كندي، ولد في 21 يوليو 1910 في مونتريال في كندا، وتوفي في 28 مايو 1982 في تامبا في الولايات المتحدة.

## وصلات خارجية
- ألكسندر هيرد على موقع SpeedSkatingBase.eu (الإنجليزية)
- ألكسندر هيرد على موقع SpeedSkatingNews.info (الإنجليزية)
- ألكسندر هيرد على موقع SpeedSkatingStats.com (الإنجليزية)
- ألكسندر هيرد على موقع أوليمبيديا (الإنجليزية)